# Thor Moxnes
Thor Moxnes (7 gennaio 1924 – 28 settembre 2006) è stato un calciatore norvegese, di ruolo centrocampista.

## Carriera

### Club
Moxnes giocò per il Freidig.

### Nazionale
Conta 5 presenze per la Norvegia. Esordì il 12 giugno 1948, nella vittoria per 1-2 contro la Danimarca.